# Берёзовая (приток Неи)
Берёзовая — река в Кировской и Костромской областях России, протекает по территории Шабалинского и Поназыревского районов, соответственно. Устье находится в 58,6 км по левому берегу реки Неи. Длина — 12 км.
Река берёт начало в 11 км юго-восточнее Поназырево на территории Кировской области, затем перетекает на территорию Костромской. Течёт на северо-запад по ненаселённому лесу, впадает в Нею ниже Поназырево рядом с устьем реки Прудовка.

## Данные водного реестра
По данным государственного водного реестра России относится к Верхневолжскому бассейновому округу, водохозяйственный участок реки — Ветлуга от истока до города Ветлуга, речной подбассейн реки — Волга от впадения Оки до Куйбышевского водохранилища (без бассейна Суры). Речной бассейн реки — (Верхняя) Волга до Куйбышевского водохранилища (без бассейна Оки).
Код объекта в государственном водном реестре — 08010400112110000042032.